# Laz (Finistère)
Laz település Franciaországban, Finistère megyében. Lakosainak száma 684 fő (2022. január 1.). Laz Châteauneuf-du-Faou, Coray, Edern, Leuhan, Saint-Goazec, Saint-Thois és Trégourez községekkel határos.

## Népesség
A település népességének változása:
| Lakosok száma | 996  | 786  | 706  | 753  | 678  | 665  | 661  | 676  | 683  | 684  |
|               | 1968 | 1982 | 1990 | 2006 | 2013 | 2015 | 2017 | 2019 | 2020 | 2022 |